# サンダウン競馬場
サンダウン競馬場（Sandown Racecourse）またはサンダウンパーク競馬場（Sandown Park Racecourse）は、イギリスサリー州イーシャーのサンダウン公園にある競馬場である。19世紀末にヨーロッパ初のパークコース（競馬専用施設）として誕生した競馬場で、サラブレッドの平地競走とナショナルハント競走が行われている。
革新的な新しい試みを積極的に採用してきた競馬場で、イギリスの競馬ファンからしばしば「最優秀競馬場」に選ばれている。
大きな競走は夏に行われる平地競走のエクリプスステークス、冬に行われる障害競走のティングルクリークチェイス、トルワースハードルである。

## 歴史
サンダウン競馬場は、ヨーロッパで初めて、完全に「競馬場（パークコース）」、すなわち、「完全に囲われた競馬観戦専用の有料施設」として誕生した。イギリスをはじめ、従来の競馬は、公共の広大な丘陵や草原に走路を設定し、観客は周囲から自由に（もちろん無料で）観戦することができた。観戦用のスタンド（観客席）もあったが、たいていは予約制の貴賓用だった。
19世紀はイギリス各地に競馬場が乱立した時期で、安易に財政改善を当て込んだ市長と小さな資力しか持たない宿屋の経営者などが結託して町外れに競馬場を造り、あっという間に競馬場は不正の横行と治安の悪化を招いて潰れる、ということが相次いだ。この時期、イギリス国内では数百の競馬場が誕生して、そのほとんどが消えた。
これに対して、サンダウン競馬場は競馬のエキスパートたちによって周到に計画された事業だった。創設者のホーファ・ウイリアム（Hwfa William）は、競馬会社を設立してロウワーバグショットサンズの土地を購入し、一流馬の出走に相応しい走路を設計し、フランスの最新の建築を採用してグランドスタンド（観客席）を設けた。ホーファの計画で最も先進的だったのは、競馬場の周囲を3メートルもの高い柵で完全に囲い、一般の観客から1/8ポンドの入場料と観覧料を徴収したことである。同時にホーファは招待制のメンバー席も設けた。
この結果、競馬場はエレガントな環境が保たれることになり、特に上流階級の女性の支持を集めた。この方式が成功したことで、まもなく近隣にケンプトン競馬場やリングフィールド競馬場が同じ方式で造られた。
サンダウン競馬場が成功すると、11年目の1886年にホーファは新しい大競走を創設した。この競走はクラシック競走として創設され、3歳馬と古馬が馬齢重量で争うものとしてはシーズン最初の競走で、7月初旬に行うように設計された。アメリカでは3歳馬と古馬が本格的に争うのは秋以降だが、イギリスではこの競走の創設以降、一流の3歳馬と古馬が初夏に対戦するのが通例となった。この競走は、前世紀の名馬にちなんでエクリプスステークスと命名され、1マイル1/4の距離で、当時のダービーステークス倍以上となる賞金10,000ポンドを争った。競馬の賞金が1万ポンドの大台にのったのはエクリプスステークスが史上初だった。
サンダウン競馬場の成功や、追随したケンプトン競馬場、リングフィールド競馬場の水準が抜きん出ていたことで、他の新興の小競馬場は淘汰された。まもなくジョッキークラブは、サンダウン競馬場と同等の走路を備えない競馬場の新設を認めない方針を打ち出した。
1915年から1918年のあいだは第一次世界大戦のため競馬場が農地となり、しばらく閉鎖された。第二次世界大戦期も閉鎖を余儀なくされたが、終戦後再開されると、1947年にBBCを通じて初めての競馬のテレビ中継を行った。さらに1957年には、イギリスではじめて商業スポンサーを迎えてレースを行った。これが「ウィットブレッドゴールドカップ」で、スポンサーになったのはイギリスのウィットブレッド社である。ウィットブレッドはイギリス最大のホテル事業者であると同時に飲食産業なども手がける多国籍企業で、1957年以来、約45年に渡ってこの競走のスポンサーを務めた。その後はしばしばスポンサーが変わり、現在はベット365ゴールドカップとして行われている。
1960年代には用地問題などを巡って存続が危ぶまれたが、地元の住民の協力も得て解決した。1970年代にはスタンド改修が行われてしばらく閉鎖され、エクリプスステークスがケンプトンパーク競馬場で代替開催されたほか、いくつかの重賞が休止されている。新しい観客席は1974年にオープンし、以来そのスタンドと競馬場は何度か「イギリス年度代表競馬場」に選ばれている。スタンドの裏手にはパドックがあり、パドックと走路はロードデンドロン・ウォーク（Rhododendron Walk、「シャクナゲ歩道」の意味）と呼ばれる通路でつながっていて、出走馬がここを行進していく様子もサンダウン競馬場の風物詩となっている。

## コース形態

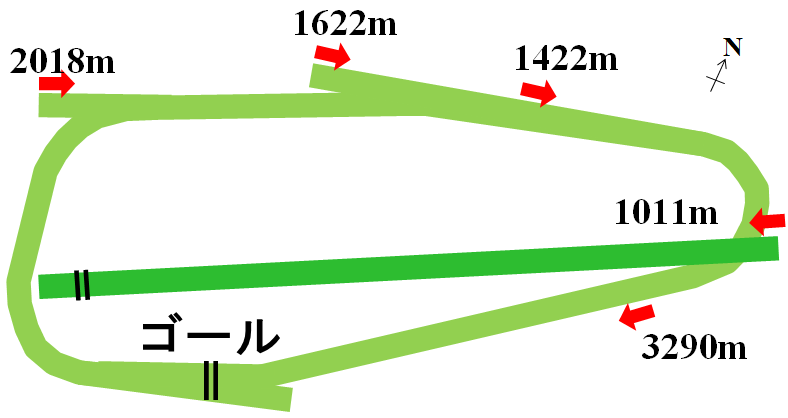
サンダウン競馬場　走路概略図

サンダウン競馬場の周回走路は、一周約2645メートル（≒1マイル1133ヤード＝1 5/8マイル33ヤード）の右回りで、長い楕円形をしている。これを約5ハロンの直線コースが貫いている。サンダウン競馬場では平地競走と障害競走が行われるが、障害競走は概ね平地競走の走路の外側を走るが、一部を平地競走と共有しており、ハードル競走（障害の難易度が低い）ではホームストレッチ側を平地競走と同じ走路を走る。スティープルチェイス競走（より障害の難易度が高い）ではホームストレッチの外側を走る。周回走路の内側はゴルフ場として利用されている。
ゴール側が丘の上になっており、直線コースはゴールまで長い上り坂、周回コースもホームストレッチはほぼずっと上り坂で、ゴールが勾配のきつい上り坂にある。そのため、平坦コースのアメリカと比較して、良馬場でも走破タイムは著しく時間がかかる。2010年の資料では、5ハロン6ヤード（約1011メートル）の平均タイムは1分1秒6、1マイル14ヤード（約1622メートル）で1分43秒3、1マイル2ハロン7ヤード（約2018メートル）で2分10秒5である。

### 1マイル1/4コース
本節では、サンダウン競馬場の平地競走で最大のエクリプスステークス（G1）を行う「1 1/4マイル」のコース（図中の2002m）に沿って、走路の説明を行う。
スタート地点
「1 1/4マイル（1マイル2ハロン＝10ハロン）」と言うが、正確には1マイル1ハロン209ヤード（約2002メートル）がこの走路の距離である。この距離ではエクリプスステークスのほか、ゴードンリチャーズステークス（G3）、サンダウンクラシックトライアル（G3）、ブリガディアジェラードステークス（G3）も行われている。スタート地点は向こう正面にあり、日本風の表現では2コーナー奥のポケット線となる。
レイルウェイ・フェンス（バックストレッチ）
スタートから第3コーナーまでは、途中に僅かな針路変更があるものの、ほぼ直線である。この直線の長さは全部で約5ハロン（約1005メートル）あり、ほぼ平坦であるため走りやすい。このバックストレッチの中程に、1マイルコース（正確には1マイル14ヤード、約1622メートル）のスタート地点の引込線がある。サンダウンマイル（G2）やアタランタステークス（G3）はこの1マイルコースで行われている。そこから少し行くと7ハロンコース（正確には7ハロン16ヤード、約1422メートル）のスタート地点があり、ソラリオステークス（G3）に使われている。
サンダウン競馬場では、このバックストレッチを「レイルウェイ・フェンス」とか「レイルウェイ・ストレート」と呼ぶ。このバックストレッチの北側にはサウスウェスト鉄道のサウス・ウェスタン本線が走っていて、小高い位置にある観客席からは、向こう正面の直線とフェンスを隔てて線路を走る電車が見える。さらに遠くにはヒースロー空港を発着する飛行機の姿も見ることができ、イギリスでは珍しい都市型の景観を持っているのがサンダウン競馬場の特色となっている。
コーナー
日本風の表現では「3コーナー・4コーナー」に相当する約160度の急カーブ（ターン）がある。カーブの半径は約100メートルほどであり、日本国内でも最小だった益田競馬場と同程度である。コーナーの終端付近がいちばん低い地点になる。
ホームストレッチ
コーナーを曲がりきると、ゴールまではおおよそ半マイル（約800メートル）の直線で、ずっと上り坂になっている。この途中には2マイル（正確には2マイル78ヤード、約3290メートル）のスタート地点があり、ヘンリー2世ステークスで使用されている。ゴール付近にはグランドスタンド（観客席）が設けられている。
ダウンヒル
ゴールを過ぎてもコースをそのまま周回していくと、上り坂が続き、ゴールを過ぎると90度のカーブがある。カーブを曲がると頂上で、そこから急な下り勾配の1ハロンの直線で丘を一気に駆け下りる。下りきると再び90度のカーブで元の周回へと戻る。

## 主な開催
サンダウン競馬場では、平地競走と障害競走の両方を行っている。

### グランドミリタリー開催
グランドミリタリー開催（Grand Military Meeting）は3月の開催で、伝統的な障害戦がいくつも行われる。歴史が長いのはインペリアルカップ障害（Imperial Cup Hurdle・G3）で、1907年に創設され、かつてはサンダウン競馬場の代表的な競走の一つだった。そのほかの名物競走はグランドミリタリーゴールドカップ（Grand Military Gold Cup）で、これはイギリス軍とNATO軍の軍人だけが出場できる障害競走で、エリザベス王太后お気に入りの競走の一つだった。19世紀の終わりにイギリス陸軍騎兵隊のデビッド・キャンベル中尉（David Campbell,lieutenant）がこの開催で活躍し、グランドナショナルも制したことが記録に残されている。

### bet365 ウィークエンド
bet365ウィークエンド（bet365 Weekend）（以前は「イースター・フェスティヴァル」）は4月（主に復活祭の時期）に2日間の日程で行われる。障害競走にとってはシーズン最後の開催であり、「bet365 ジャンプファイナル」と銘打ち、それを締めくくる重賞としてベット365ゴールドカップが行われる。前述のように、この競走はかつて「ウィットブレッドゴールドカップ」と言い、イギリスで初めてスポンサーをつけて高額賞金を出した名物競走だった。45年に渡ってウィットブレッド社がスポンサーを務めていた頃は、イギリスでも有数の障害競走として有名で、かつての優勝馬にはデザートオーキッドやアークル、ミルハウスといった歴史的名馬が名を連ねているが、同社が撤退したあとは権威を落とした。
bet365ウィークエンド開催は、平地競走としてはシーズン開幕の開催で、イギリスダービーの前哨戦の一つ、クラシックトライアルなどが行われる。一つの開催で障害戦と平地戦の両方が楽しめるというのが、この開催の特徴となっている。
開催のスポンサーはBet365というイギリスの賭博会社で、その名前が冠された2日間の開催である。開催中の主な競走は以下のとおり。
障害
ベット365ゴールドカップ(G3)、セレブレイションチェイス(G1)
平地
ゴードンリチャーズステークス(G3)、サンダウンマイル(G2)、クラシックトライアル(G3)

### コーラル・エクリプス・サマー開催
コーラル・エクリプス・サマー開催（ Coral-Eclipse Summer Festival）は7月に2日間の日程で行われる。社交界の上流者が着飾って集まることでも知られる。
サンダウン競馬場の開催の中では最大の開催で、3歳の一流馬が古馬の一流馬と初めて対戦するエクリプスステークス(G1)が行われる。開催のスポンサーはGala Coral Groupという賭博会社である。
平地
エクリプスステークス(G1)、スプリントステークス(G3)、エッシャーステークス（LR）

### ティングルクリーク・クリスマス開催
ティングルクリーク・クリスマスフェスティバル（Tingle Creek Christmas Festival ）は12月に2日間の日程で行われる。
イギリスの2マイルの障害競走の中で最大の競走であるティングルクリークチェイス(G1)が行われる開催である。この競走は、1970年代に活躍したティングルクリーク（Tingle Creek）という障害競走の名馬に由来していて、同馬は2マイル戦で2回レコード勝ちをしたことから、この競走がある。この開催では単に競馬だけでなく、家族連れが楽しめるような様々な催物が行われる。
障害
ティングルクリークチェイス(G1)、ヘンリー8世ノーヴィスチェイス(G1)、ウィンターノーヴィスハードル(G2)、フューチャースターズチェイス(LR)、ディセンバーハンデキャップハードル(LR)、ロンドンナショナル(LR)

### そのほかの主要競走

#### 平地
- ブリガディアジェラードステークス(G3)[21] - 春（5月）
- ヘンリー2世ステークス(G2)[22] - 春（5月）
- ヘロンステークス(LR)[23] - 春（5月）

- ソラリオステークス(G3)[24] - 秋（8-9月）
- アタランタステークス(G3)[25] - 秋（8-9月）
- シャンペン&レヴィボードハンデ[26] - 秋（8-9月）

- フォーチューンステークス（LR）[27] -秋（9月）

#### 障害
- トルワースハードル(G1)[28] - 冬（1月）

- シリーアイルズノービスチェイス(G1)[29] - 冬（2月）

- ヒーローズハンデキャップハードル(G3)[30] -1月

- ナショナルハント・ノーヴィスハンデキャップハードルファイナル(G3)[31] - 3月

- コンテンダーズハードル(LR)[32]